# Camille Gutt

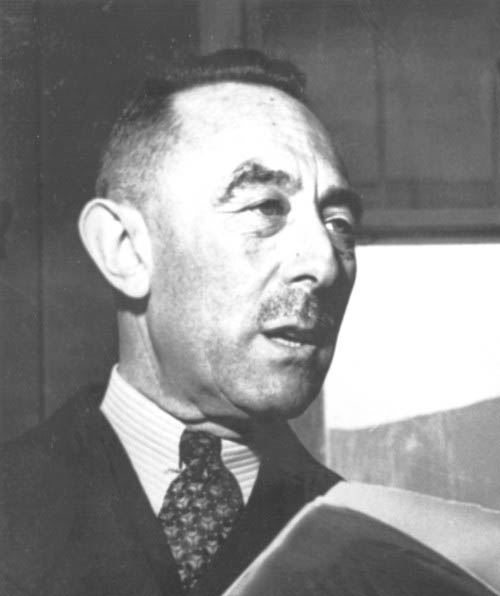
Camille Gutt, 1944

Camille Gutt (Geburtsname: Guttenstein) (* 14. November 1884 in Brüssel; † 7. Juni 1971) war ein belgischer Industrieller und Politiker. Er war mehrfach belgischer Finanzminister und der erste Geschäftsführende Direktor des Internationalen Währungsfonds.

## Biografie
Nach dem Schulbesuch studierte er Rechtswissenschaft und schloss mit der Promotion zum Doktor der Rechtswissenschaften ab. Darüber hinaus studierte er Politik- und Sozialwissenschaft und schloss diese Studiengänge mit einem Lizenziat ab. Später war er als Industrieller tätig. 1906 heiratete er die Schwimmerin Claire Frick.
Am 20. November 1934 berief ihn Premierminister Georges Theunis als parteilosen Fachmann erstmals als Finanzminister in eine Regierung. Der Regierung von Theunis gehörte er bis zum Ende von dessen Amtszeit am 25. März 1935 an.
Premierminister Hubert Pierlot berief ihn am 22. Februar 1939 wieder zum Finanzminister in dessen Regierung. Dieser gehörte Gutt während der Zeit der deutschen Besetzung ununterbrochen fast sechs Jahre bis zum 12. Februar 1945 an. Daneben war er zwischen 1940 und 1943 auch Wirtschaftsminister sowie von 1940 bis 1942 auch Verkehrsminister. Als Finanzminister war er insbesondere verantwortlich für die Währungsreform vom Oktober 1944, die durch eine Verringerung der Geldmenge und einer Stabilisierung der Preise die Stabilität des Belgischen Franken ermöglichen sollte. Dabei wurde Geld aus dem Umlauf genommen und Bankkonten, Sicht- und Termineinlagen gesperrt. Diese Sicherungsmaßnahmen wurden erst ab 1949 allmählich wieder aufgehoben.
Für seine Verdienste wurde er am 3. September 1945 mit zahlreichen anderen Persönlichkeiten mit dem Ehrentitel Staatsminister ausgezeichnet.
Am 6. Mai 1946 wurde er schließlich zum ersten Geschäftsführenden Direktor des Internationalen Währungsfonds (IWF) ernannt und bekleidete dieses Amt fünf Jahre bis zum 6. Mai 1951.
1971 erschienen seine Memoiren über die Kriegsjahre 1940 bis 1944 unter dem Titel La Belgique au carrefour 1940–1944.